# Luchovicy
Luchovicy (anche traslitterata come Luhovicy, Lukhovicy, Lukhovitsy) è una cittadina della Russia europea centrale (oblast' di Mosca), situata 135 km a sudest della capitale sulle sponde del fiume Oka. Fino al 2017 era il capoluogo amministrativo del distretto omonimo.
Attestata per la prima volta nell'anno 1594 con il nome di Gluchoviči, proprietà (votčina) dell'arcivescovo di Rjazan'; chiamata Luchoviči verso la metà degli anni venti, ottiene lo status di città con l'attuale nome nel 1957.
Nel vicino villaggio di Dedinovo è localizzata un'importante fabbrica per la costruzione di imbarcazioni fluviali.

## Società

### Evoluzione demografica
Fonte: mojgorod.ru
- 1897: 1.700
- 1959: 9.500
- 1979: 27.700
- 1989: 32.500
- 2002: 32.403
- 2007: 32.100